# Le Val d'Hazey
Le Val d'Hazey est une commune française située dans le département de l'Eure en région Normandie.
Elle est créée sous le statut de commune nouvelle le 1er janvier 2016 par la fusion d'Aubevoye, Sainte-Barbe-sur-Gaillon et Vieux-Villez.

## Géographie

### Localisation
La commune se trouve dans l'aire d'attraction de Paris, dans l'unité urbaine de Gaillon et dans son bassin de vie, ainsi que dans la zone d'emploi de Vernon-Gisors.

### Communes limitrophes
Les communes limitrophes sont  Courcelles-sur-Seine, Fontaine-Bellenger, Gaillon, Les Trois Lacs, Saint-Julien-de-la-Liègue et Villers-sur-le-Roule.
| Fontaine-Bellenger        | Les Trois Lacs Villers-sur-le-Roule |                      |
| Ailly                     | Val d'Hazey                         | Courcelles-sur-Seine |
| Saint-Julien-de-la-Liègue | Gaillon                             |                      |

### Hydrographie
La commune est située dans le bassin Seine-Normandie. Elle est drainée par la Seine, le fossé 01 de la commune de Ailly, le Ru du Canal, un bras de la Seine, le fossé 01 de la commune de Sainte-Barbe-sur-Gaillon et le ruisseau de Grammont,,.
Le fossé 01 de la commune d'Ailly, d'une longueur de 10 km, prend sa source dans la commune d'Ailly et se jette  dans la Seine à Trois Lacs, après avoir traversé cinq communes.

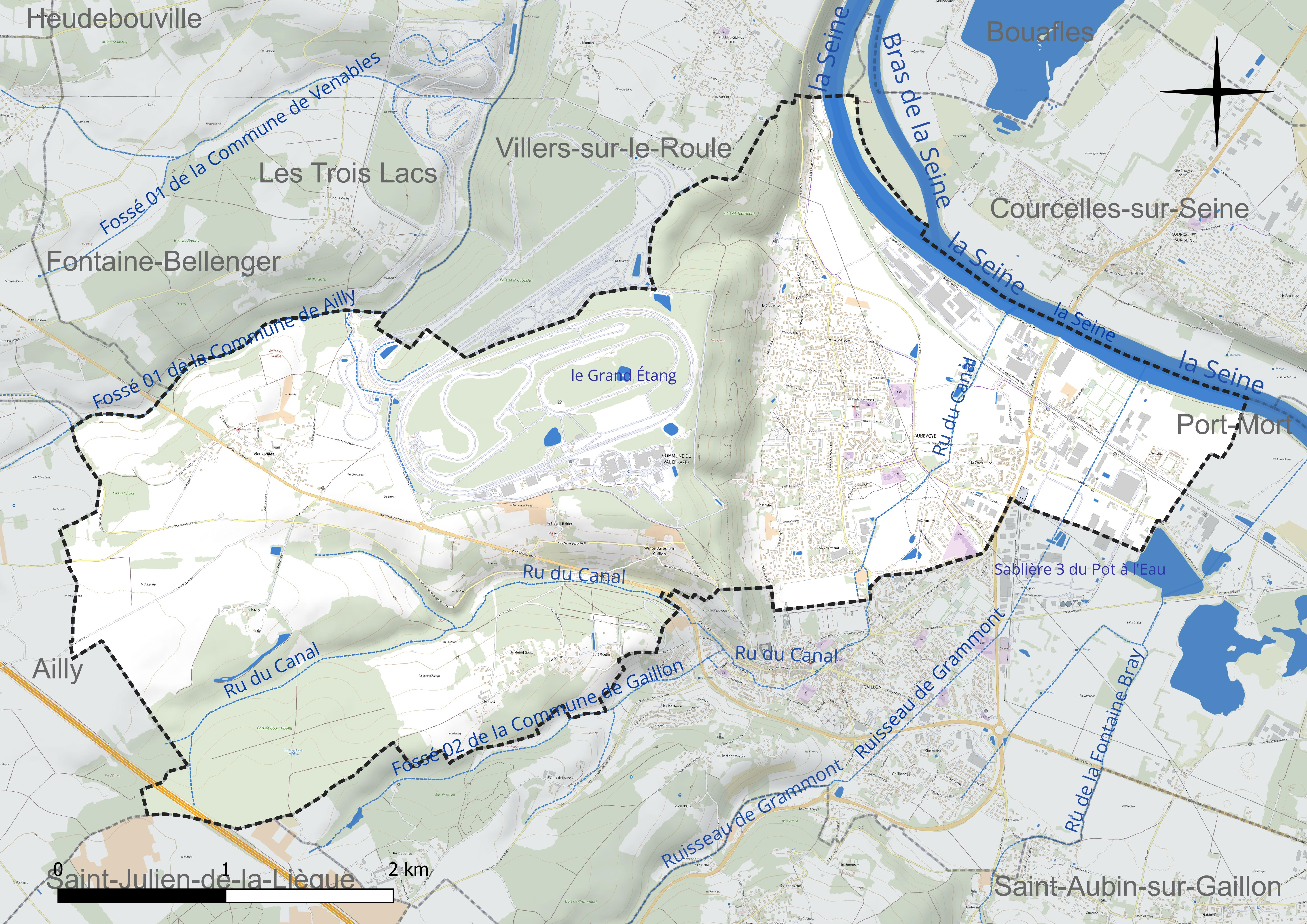
Réseau hydrographique du Val d'Hazey.

Un plan d'eau complète le réseau hydrographique : le Grand étang (0,6 ha),.

### Climat
Pour des articles plus généraux, voir Climat de la Normandie et Climat de l'Eure.
En 2010, le climat de la commune est de type climat océanique dégradé des plaines du Centre et du Nord, selon une étude du CNRS s'appuyant sur une série de données couvrant la période 1971-2000. En 2020, Météo-France publie une typologie des climats de la France métropolitaine dans laquelle la commune est exposée à un climat océanique et est dans la région climatique Côtes de la Manche orientale, caractérisée par un faible ensoleillement (1 550 h/an) ; forte humidité de l’air (plus de 20 h/jour avec humidité relative > 80 % en hiver), vents forts fréquents. Parallèlement le GIEC normand, un groupe régional d’experts sur le climat, différencie quant à lui, dans une étude de 2020, trois grands types de climats pour la région Normandie, nuancés à une échelle plus fine par les facteurs géographiques locaux. La commune est, selon ce zonage, exposée à un « climat des plateaux abrités », correspondant aux plaines agricoles de l’Eure, avec une pluviométrie beaucoup plus faible que dans la plaine de Caen en raison du double effet d’abri provoqué par les collines du Bocage normand et par celles qui s’étendent sur un axe du Pays d'Auge au Perche.
Pour la période 1971-2000, la température annuelle moyenne est de 11,1 °C, avec  une amplitude thermique annuelle de 14,5 °C. Le cumul annuel moyen de précipitations est de 690 mm, avec 11,1 jours de précipitations en janvier et 7,6 jours en juillet. Pour la période 1991-2020, la température moyenne annuelle observée sur la station météorologique la plus proche, située sur la commune de Muids à 6 km à vol d'oiseau, est de 12,0 °C et le cumul annuel moyen de précipitations est de 609,1 mm,. Pour l'avenir, les paramètres climatiques de la commune estimés pour 2050 selon différents scénarios d’émission de gaz à effet de serre sont consultables sur un site dédié publié par Météo-France en novembre 2022.

### Milieux naturels et biodiversité
- L'île du Roule[17] (n° régional : 83120039) fait partie de la zone naturelle d'intérêt écologique, faunistique et floristique (ZNIEFF)[18].

- La boucle de la Seine dite de Château-Gaillard  Site classé (2006)[19].

## Urbanisme

### Typologie
Au 1er janvier 2024, Le Val d'Hazey est catégorisée centre urbain intermédiaire, selon la nouvelle grille communale de densité à 7 niveaux définie par l'Insee en 2022.
Elle appartient à l'unité urbaine de Gaillon, une agglomération intra-départementale dont elle est ville-centre,.
Par ailleurs la commune fait partie de l'aire d'attraction de Paris, dont elle est une commune de la couronne,.

### Occupation des sols

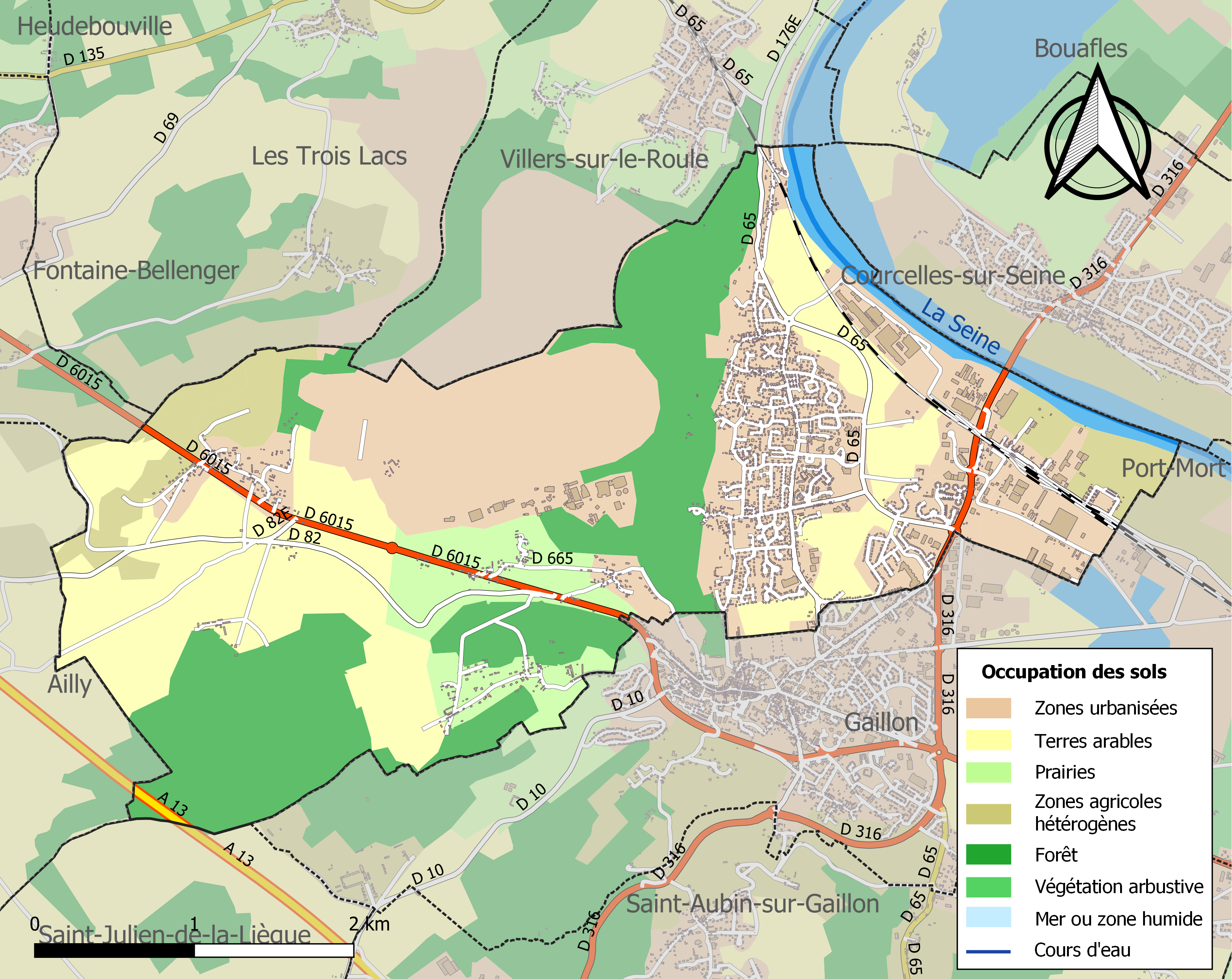
Carte des infrastructures et de l'occupation des sols de la commune en 2018 (CLC).

### Voies de communication et transports
La commune est desservie par les anciennes routes nationales RN 15 et RN 316 (actuelles RD 6015 et 316).
La gare de Gaillon - Aubevoye est desservie par des trains express régionaux de la relation Rouen-Rive-Droite – Val-de-Reuil – Vernon - Giverny – Mantes-la-Jolie –  Paris-Saint-Lazare

## Toponymie
Le néo-toponyme de la commune créée en 2016 tire son origine de la ravine du Hazey qui a sa source à Sainte-Barbe-sur-Gaillon. Le Hazey a été canalisé sous l'empire des chartreux qui ont souhaité disposer d'une source en eau pour leur monastère. Il rejoint la Seine en aval de la station de traitement des eaux après la traversée de Gaillon.

## Histoire
La commune nouvelle est créée le 1er janvier 2016 de la fusion de trois communes : Aubevoye, Sainte-Barbe-sur-Gaillon et Vieux-Villez, malgré l’opposition de cinq conseillers municipaux de Vieux-Villez qui en compte onze.
Ils sont à l'initiative de la création de l'association Préservons nos campagnes, qui demande l'annulation  de la création de la commune nouvelle devant le tribunal administratif de Rouen, qui rejette cette demande en octobre 2017. L'association fait appel devant la  la cour administrative d'appel de Douai qui annule le 27 juin 2019 pour vice de forme ce jugement, relevant l'absence de consultation des instances paritaires du personnel. La décision d'annulation prend effet le 1er décembre 2019.
Le ministère de l'intérieur demande la cassation de cet arrêt devant le Conseil d'État, et, parallèlement, le préfet prend le 24 octobre 2019 prend un arrêté confirmant la création et le fonctionnement de la commune nouvelle de Le Val d'Hazey au 1er décembre 2019, arrêté qui est également contesté sans succès  par l'association. Par un arrêt du 28 janvier 2025, le Conseil d'Etat a refusé d'admettre le recours contre l'arrêté préfectoral d'octobre 2019, rendant définitive la création de la commune nouvelle,.

## Politique et administration

### Rattachements administratifs et électoraux
La commune se trouve depuis sa création dans l'arrondissement des Andelys du département de l'Eure.
Pour les élections départementales, la commune fait partie du canton de Gaillon.
Pour l'élection des députés, elle fait partie de la quatrième circonscription de l'Eure.

### Intercommunalité
Le Val d'Hazey était le siège  de la communauté de communes Eure-Madrie-Seine, un établissement public de coopération intercommunale (EPCI) à fiscalité propre créé en 2001 et auquel la commune avait transféré un certain nombre de ses compétences, dans les conditions déterminées par le code général des collectivités territoriales.
Dans le cadre des dispositions de la loi portant nouvelle organisation territoriale de la République du 7 août 2015, qui prévoit que les établissements publics de coopération intercommunale (EPCI) à fiscalité propre doivent avoir un minimum de 15 000 habitants, cette intercommunalité fusionne  le 1er janvier 2017 au sein de la communauté  d'agglomération Seine-Eure (CASE), dont est désormais membre la commune.

### Tendances politiques et résultats
Lors du premier tour des élections municipales de 2020 dans l'Eure, la liste DVD menée par Philippe Collas obtient la majorité absolue des suffrages exprimés, avec 1 028 voix (76,54 %, 30 conseillers municipaux élus dont 4 communautaires) devançant très largement celle SE menée par Anne-Marie Monot, qui a recueillie 315 voix (23,45 %, 3 conseillers municipaux élus).
Lors de ce scrutin marqué par la pandémie de Covid-19 en France, 61,86 % des électeurs se sont abstenus.

### Liste des maires
| Période      | Période                   | Identité        | Étiquette | Qualité                                  |
| ------------ | ------------------------- | --------------- | --------- | ---------------------------------------- |
| janvier 2016 | mai 2020                  | Michèle Pucheu  | DVG       | Retraitée Maire d’Aubevoye (2015 → 2015) |
| mai 2020     | En cours (au 7 mars 2025) | Philippe Collas | DVD       | Agriculteur                              |

### Jumelages

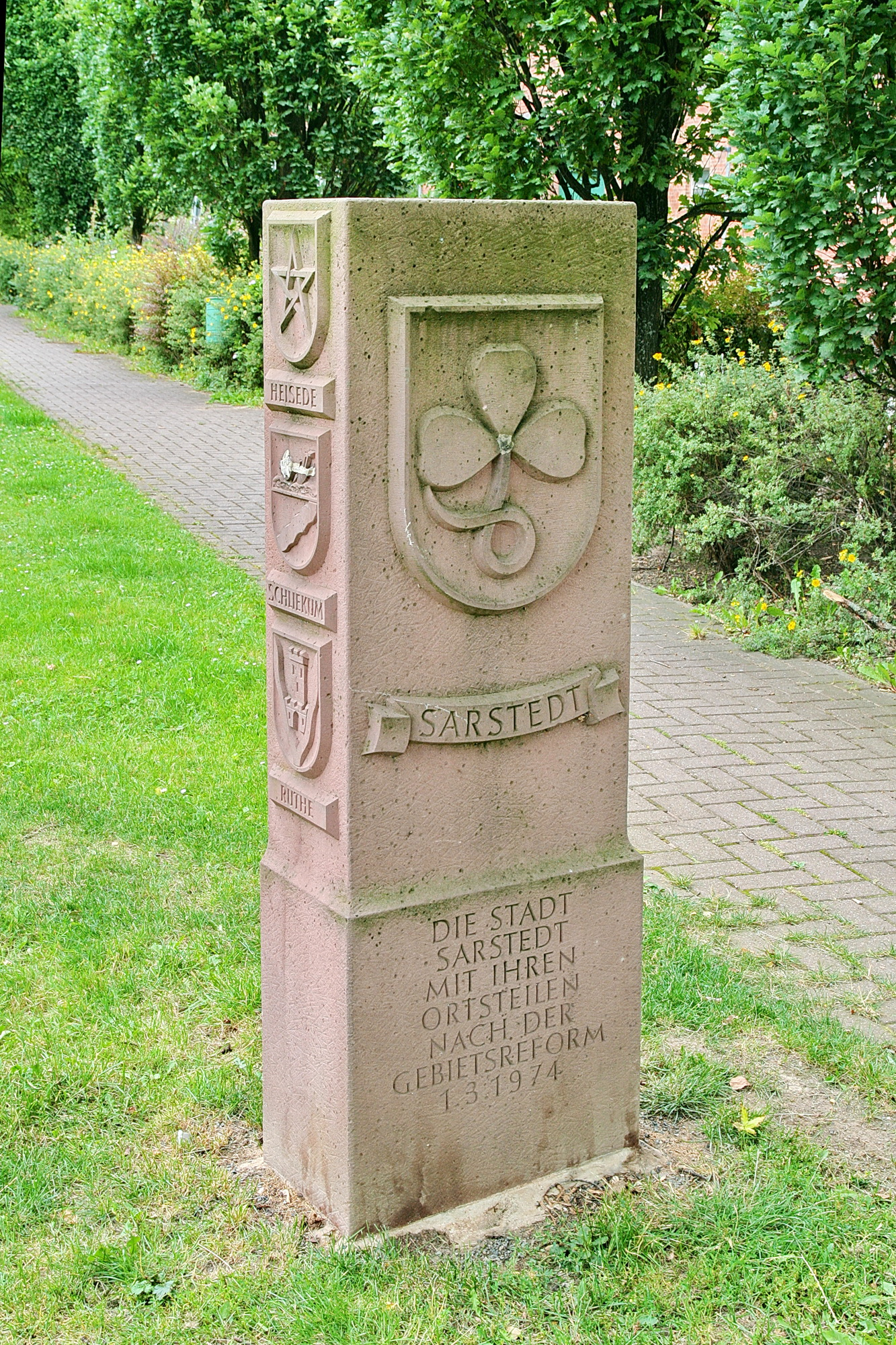
Un symbole du jumelage avec Sarstedt.

- Sarstedt (Allemagne), au même titre que la commune voisine de Gaillon.

## Équipements et services publics

### Enseignement
Le nombre des enfants scolarisés au Val d'Hazey baisse progressivement, passant de 568 en 2021 à 479 en 2024
A la rentrée 2024, 69 élèves sont scolarisés en maternelle au Petit Charlemagne et 87 au Chat Botté, et, en primaire, 120 élèves au Grand Charlemagne, 115 élèves aux Prunus  et 88 à l'école du Soleil 88 élèves.
Le collège Simone-Signoret, reconstruit pendant trois ans, à rouvert à la rentrée 2024 et  accueille 475 élèves en novembre 2024,.

### Équipements culturels
L'Espace culture Marcel-Pagnol comprend une salle de spectacles.

## Population et société

### Évolution démographique
La population des anciennes communes puis de la commune nouvelle est connue par les recensements menés régulièrement par l'Insee. Ces chiffres concernent le territoire de l'actuelle commune nouvelle.
En 2025, la commune nouvelle comptait 5 156 habitants.
| 1968  | 1975  | 1982  | 1990  | 1999  | 2010  | 2015  | 2021  |
| ----- | ----- | ----- | ----- | ----- | ----- | ----- | ----- |
| 2 062 | 2 505 | 2 956 | 4 231 | 4 209 | 5 257 | 5 532 | 5 194 |

## Économie
- Centre technique d'Aubevoye

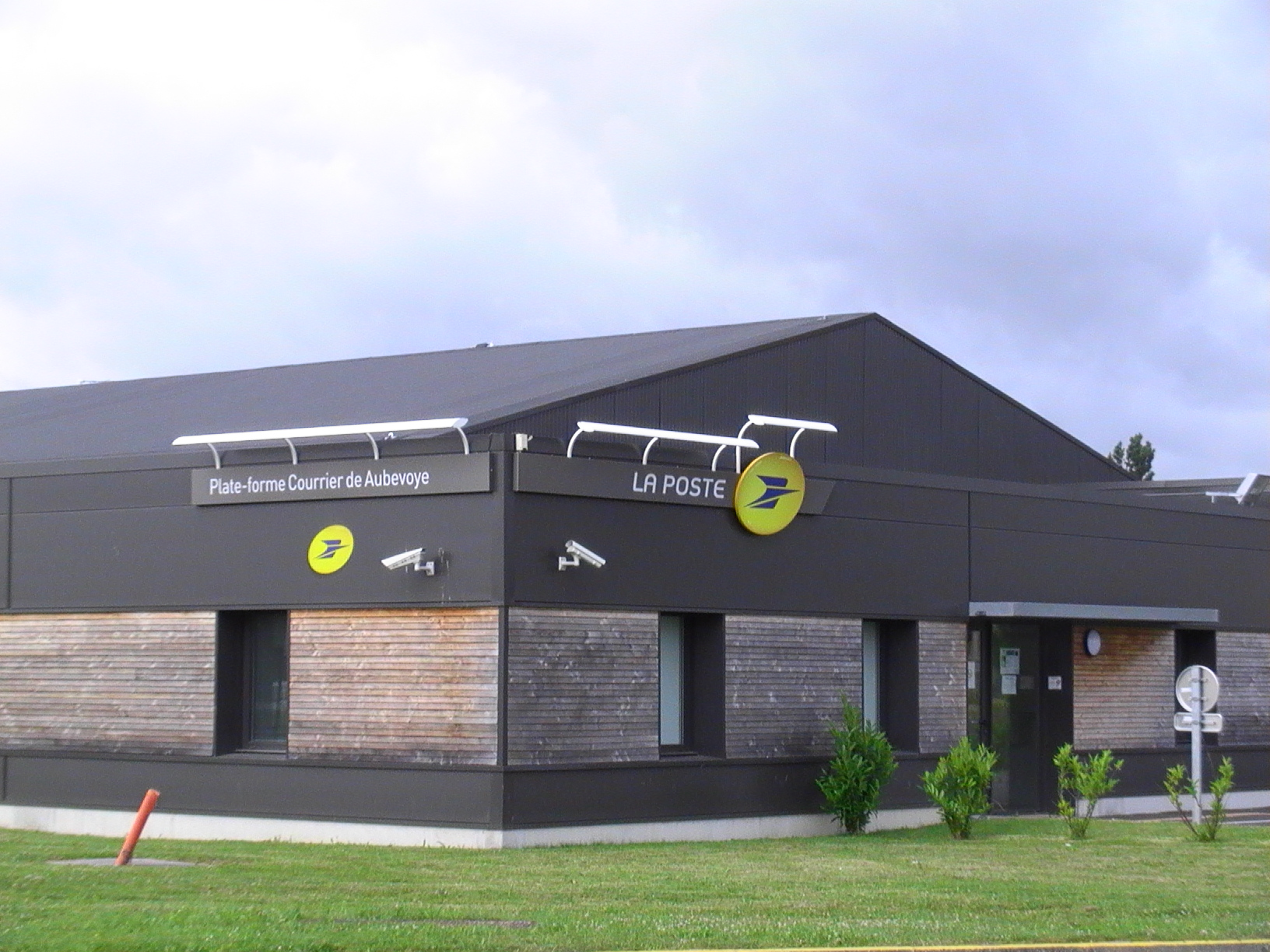
Plate-forme courrier - ZA de la Chartreuse.

- Intermarché d'Aubevoye, qui compte 70 salariés fin 2024[37].
- Skytech, une entreprise de régénération par triboélectricité  de matières plastiques, installée en 2022 dans l‘ancienne friche d’Aubevoye[38].

L'aménagement  sur 13 ha de la plateforme multimodale des Carrières de Vignats, sur l’ancienne friche Carel-Fouché à Aubevoye, a débuté en mai 2024 et devrait durer un an environ. Elle est constituée de deux appontements fluviaux sur la Seine, l'un destiné au trafic de conteneurs et l'autre aux marchandises en vrac, complétée par un terminal ferroviaire de 150 mètres pour assurer le transfert des matériaux vers le rail. Elle est prévue pour permettre le transit de 2 000 T de matériaux par an, et le report modal fer-fleuve devrait permettre de réduire de 6 000 à 8 000 le nombre de camions.

## Culture locale et patrimoine

### Lieux et monuments
Points d'intérêt particulier : église Saint-Georges, chapelle de Bethléem, chapelle Notre-Dame du Manoir de Tournebut.

## Pour approfondir